# Glandă pineală
Epifiza sau glanda pineală (corpus pineale, conarium sau epiphysis cerebri) este o formațiune nepereche, cu greutatea de aproximativ 0,2 g, situată deasupra coliculilor cvadrigemeni superiori. Este aflată în masa encefalului, între cele 2 emisfere, fiind parte a epitalamusului. Aceasta este responsabilă pentru secreția unor hormoni, printre care și secreția melatoninei. În perioada copilăriei, epifiza este mare, însă odată cu trecerea anilor, aceasta se micșorează devenind aproape inactivă la maturitate. Ca glandă endocrină, epifiza aparține sistemului endocrin difuz. 

## Evoluție și structură
Glanda provine din bombarea tavanului ventriculului III al creierului și ajunge la cea mai mare dezvoltare în frageda copilărie. De la 7 ani celulele glandulare ale organului încep să fie înlocuite prin țesut conjunctiv, în care mai târziu se depun săruri de calciu. Printr-o tijă, numită habenula, ea rămâne unită cu encefalul. Structural este constituită din vase, țesut conjunctiv și insule parenchimatoase dispuse în lobuli.

## Funcții
Principalul hormon epifizar este melatonina, descoperită de Aaron B. Lerner (1958), care circulă în plasmă legat de o albumină, fiind captat de hipotalamus și gonade și catabolizat în telencefal și ficat. Echipamentul enzimatic necesar transformării serotoninei N-acetil serotonină nu este unic epifizar, dar acțiunea hidroxi - indolmetil - transferazei - necesară transformării N-acetil serotoninei în melatonină - este specific epifizară. Epifiza mai conține hormon luteinizat, tireotiozină, hormon antidiuretic, neurofizine I și II, leucinencefalină, argintină - vasotocină, arginină - vasopresină.
De asemenea, academicianul M. Milcu și colab. au descoperit un hormon hipogliceminant al epifizei numit pinealină. Acesta și melatonina scad fixarea iodului în tiroidă și reduc acțiunea stimulantă a TSH.
Acțiunile hormonilor epifizari sunt multiple:
- acțiune depresivă asupra tiroidei, melatonina diminuând fixarea intratiroidiană a iodului 131, inhibând și TSH;
- acțiune negativă asupra corticosuprarenalei diminuând secreția de aldosteron și corticosteron;
- asupra gonadelor: acțiune modulatoare fotoperiodică; acțiune negativă, melatonina fiind antigonadotrofică (întârzie apariția pubertății);
- acțiune modulatoare asupra sistemului monoaminergic, de veghe și somn.

Glanda pineala produce în mod natural substanța N,N-dimetiltriptamina, cantitățile fiind infime (majoritar in momentele precursoare morții sau aproape de moarte, aproximativ  3,2·10^-5 mg).

## Vezi și
- Epifiză (anatomie)